# Ctenotus zastictus
Ctenotus zastictus är en ödleart som beskrevs av  Storr 1984. Ctenotus zastictus ingår i släktet Ctenotus och familjen skinkar. IUCN kategoriserar arten globalt som sårbar. Inga underarter finns listade i Catalogue of Life.